# أروج أباد
أروج أباد (بالإنجليزية: Orujabad)‏ هي مستوطنة تقع في قسم آزادلو الريفي (مقاطعة غرمي) في إيران. يقدر عدد سكانها بـ 47 نسمة .